# Richard Heller (Widerstandskämpfer)
Richard Heller (* 26. Oktober 1908 in Dessau; † 6. Juli 1944 im Untersuchungsgefängnis Hamburg) war ein deutscher kommunistischer Widerstandskämpfer gegen den Nationalsozialismus und NS-Opfer.

## Leben
Heller entstammte einer Dessauer Arbeiterfamilie. Nach dem Besuch der Volksschule waren die Eltern nicht in der Lage, eine Berufsausbildung zu bezahlen. So arbeitete er als ungelernter Knecht beim Bauern, in einer Brauerei, ging in einen Steinbruch zur Arbeit und auf den Bau. 1929 trat er in die Kommunistische Partei Deutschlands (KPD) ein. Durch den KPD-Funktionär Robert Stamm gelangte er nach Bremen, wo er ab Mai 1931 als Sekretär die Bezirksleitung Nordwest der KPD leitete. Ein Jahr später fungierte er auch als Leiter des Bremer „Kampfbundes gegen den Faschismus“.
Nach der Machtübertragung an die NSDAP nahm ihn die Gestapo am 4. März 1933 in „Schutzhaft“ und verbrachte ihn in die Ostertorwache. Von dort aus wurde er in das KZ Mißler überstellt. Aus dem Schutzhaftlager Fort Langlütjen wurde er am 22. Dezember 1933 entlassen. Ab 1934 arbeitete er bei der Firma Später in Hamburg  und setzte auch dort seine illegale Widerstandsarbeit fort. Als die Gestapo davon Kenntnis bekam, wurde er am 10. Februar 1935 wiederum inhaftiert und in das KZ Fuhlsbüttel deportiert. In einem Verfahren vor dem Hanseatischen Oberlandesgericht wurde er zu vier Jahren Zuchthaushaft verurteilt. Nachdem er seine Strafe im Zuchthaus Bremen-Oslebshausen verbüßt hatte, ging er am 14. Februar 1939 zurück nach Hamburg. Hier nahm er Verbindung auf zur Widerstandsgruppe „Bästlein-Jacob-Abshagen“, die nach Kriegsbeginn Hilfe für ausländische Zwangsarbeiter organisierte, Aufklärungsarbeit zum tatsächlichen Kriegsgeschehen leistete und Sabotagehandlungen an Rüstungs-Gütern vornahm. Im Sommer 1942 ging er im Auftrag der Bästlein-Gruppe nach Bremen, wo er Widerstandszellen in den dortigen Großbetrieben ins Leben rief. Als das Bästlein-Netz durch die Gestapo zerschlagen wurde, kam Richard Heller am 20. Oktober 1942 erneut in Haft und wurde ins KZ Sachsenhausen überstellt. Am 5. Mai 1944 verurteilte ihn der Volksgerichtshof zum Tode. Nach Aussagen überlebender Mithäftlinge sprach Heller ihnen Mut zu, bevor er am 6. Juli 1944 hingerichtet wurde. Er soll gesagt haben:

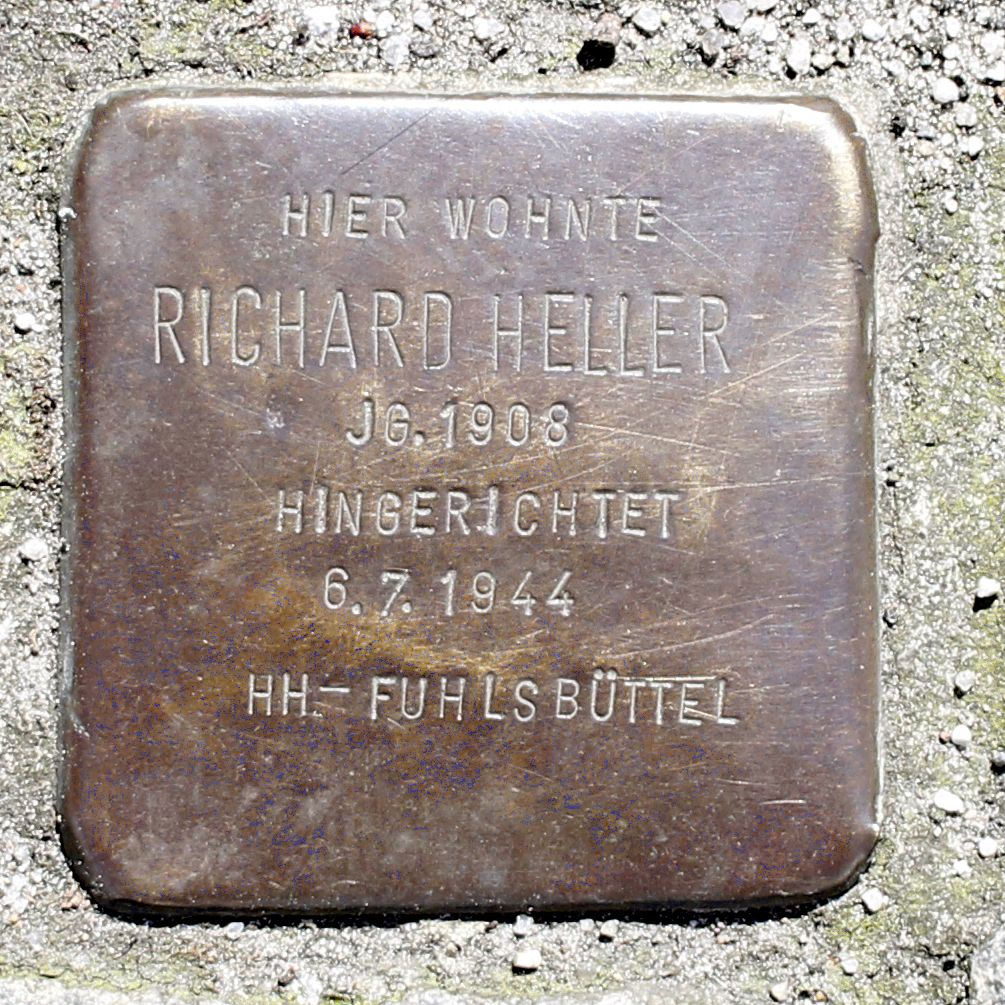
Stolperstein für Richard Heller in Bremen

„...die Herrschaft der Henker hat bald ein Ende.“

## Ehrungen
Vor seinem letzten Wohnhaus an der Bremer Hansestraße 201 verlegte der Aktionskünstler Gunter Demnig zu seiner Erinnerung einen Stolperstein. Ein weiterer Stein liegt seit 2024 vor dem Untersuchungsgefängnis in Hamburg-Neustadt.